# 馬灣

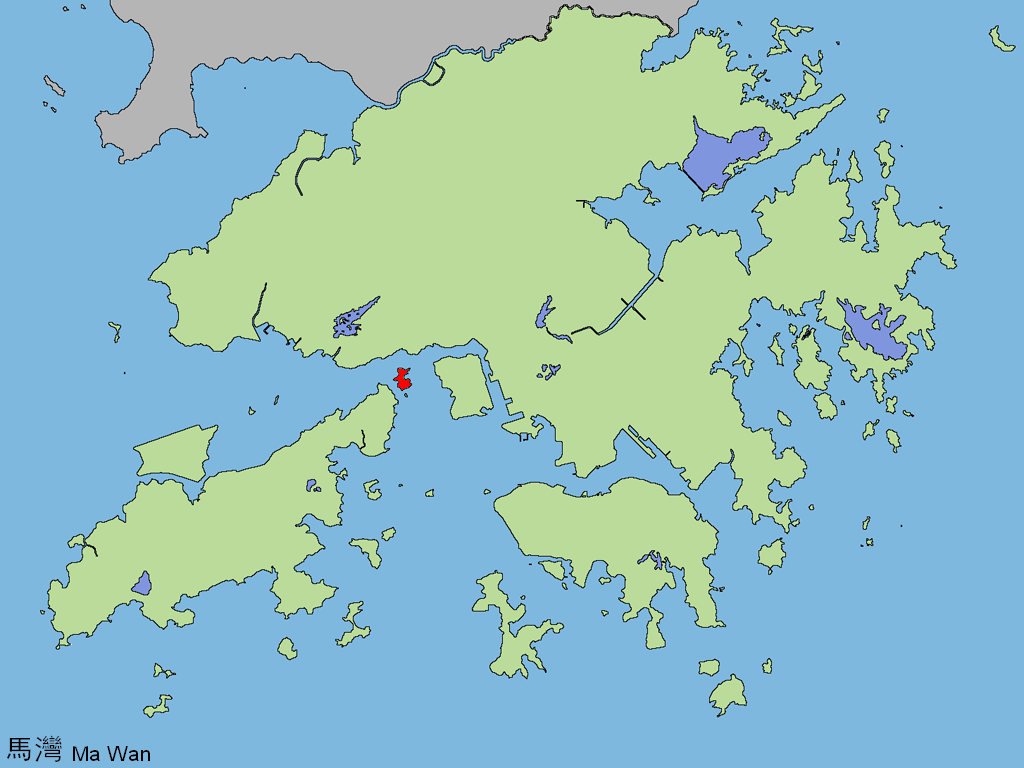
馬灣在香港的位置（紅色地方者）

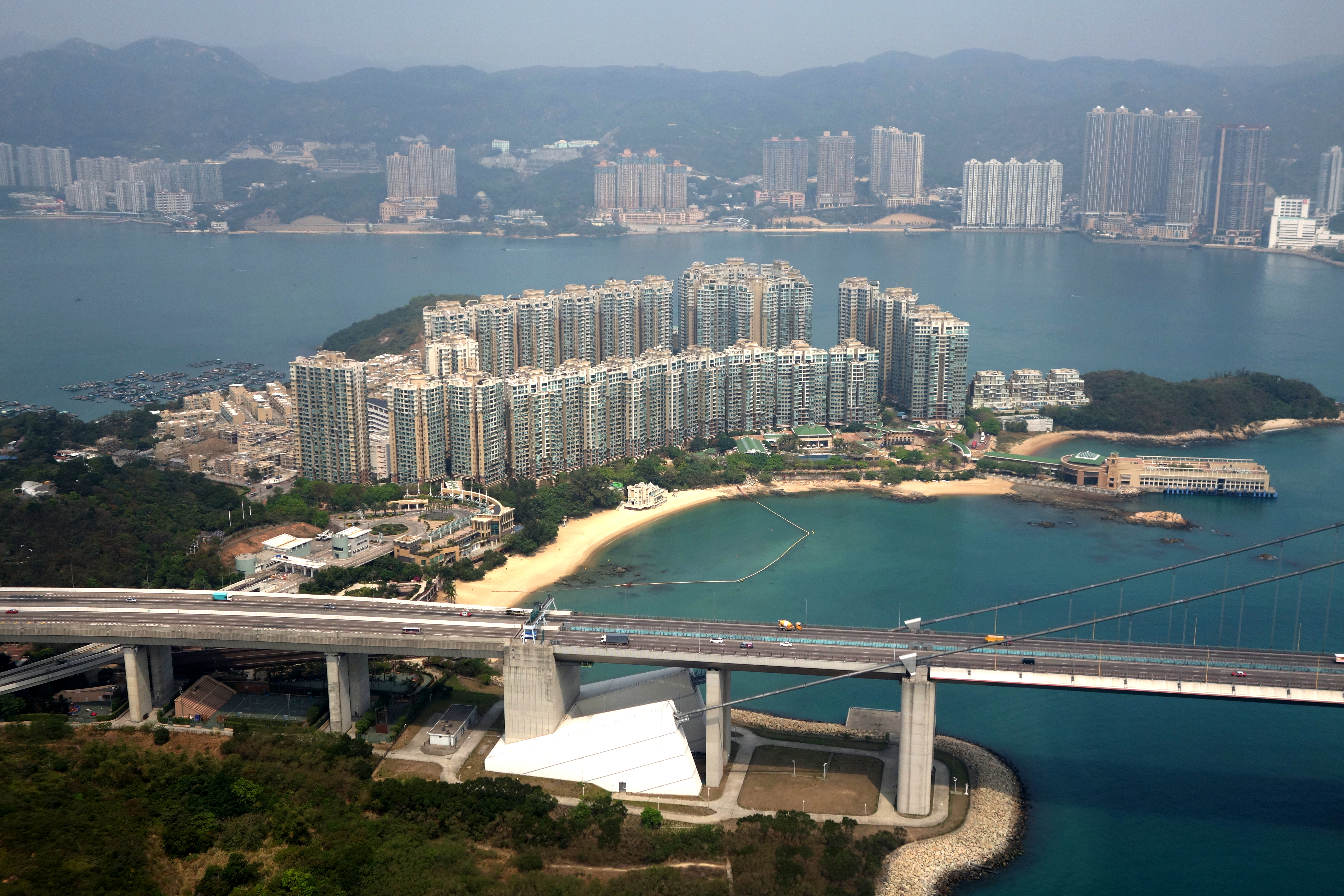
珀麗灣

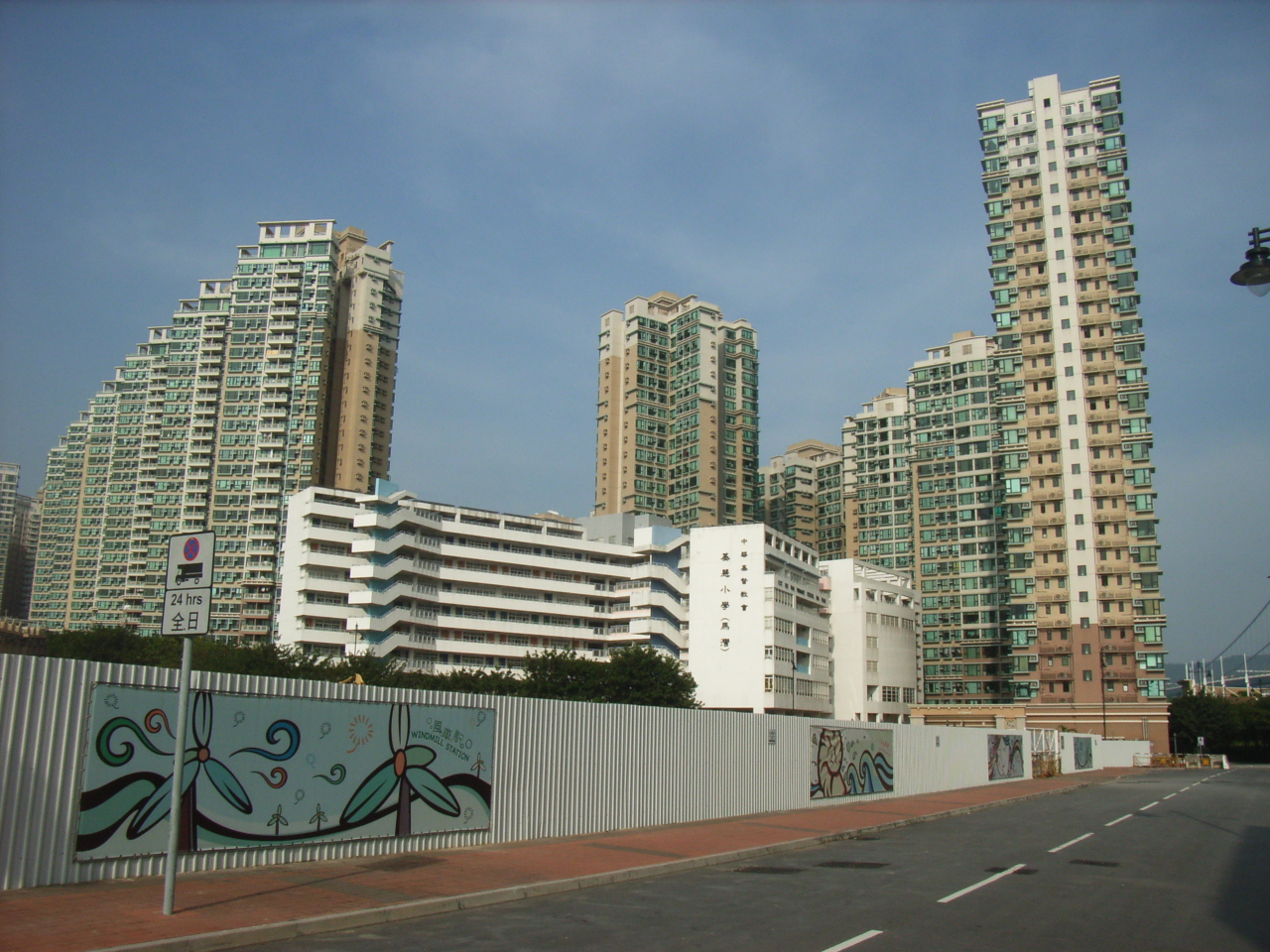
馬灣珀麗灣屋苑及中華基督教會基慧小學（馬灣）

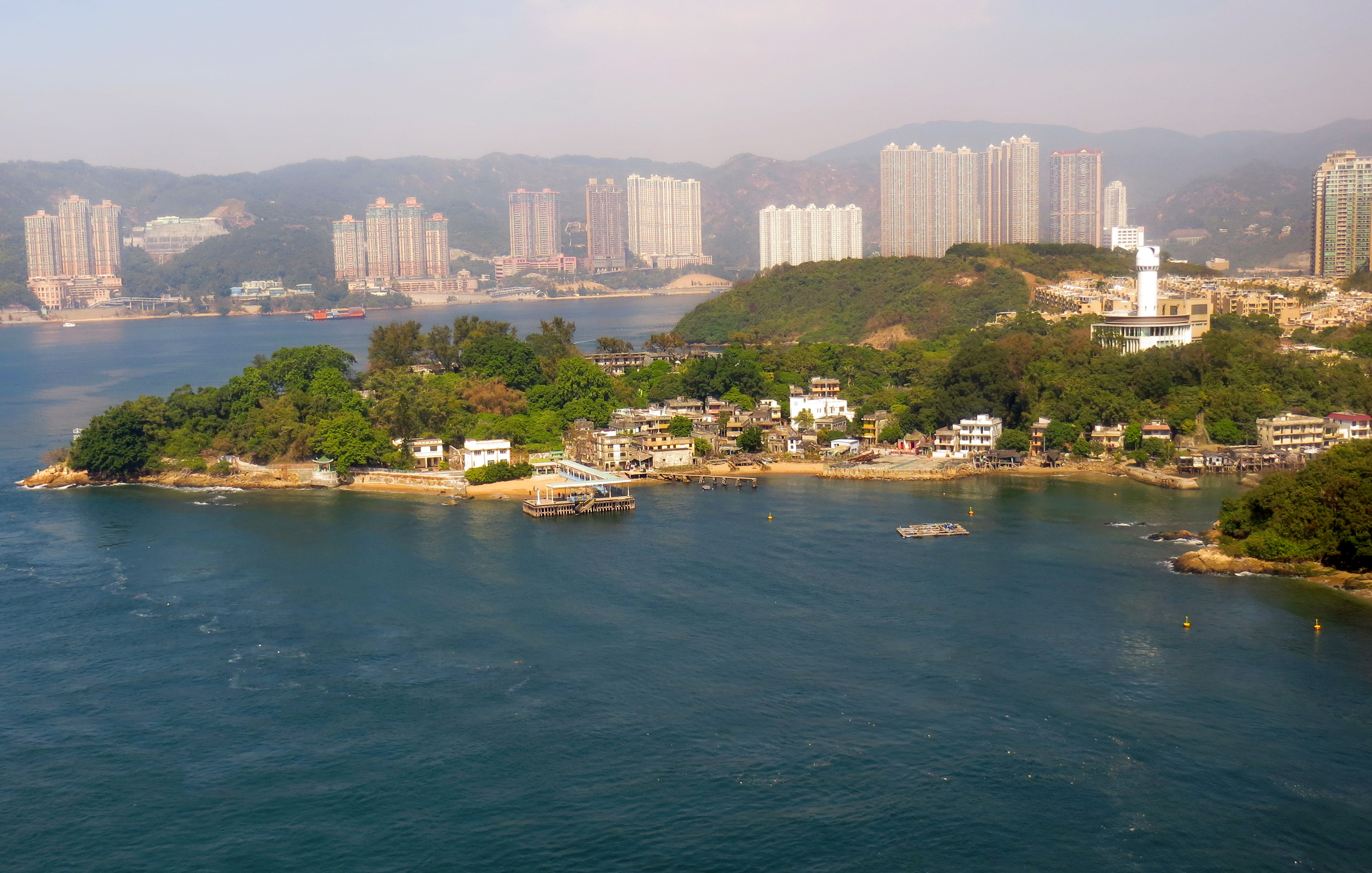
馬灣大街村及馬灣公眾碼頭一帶

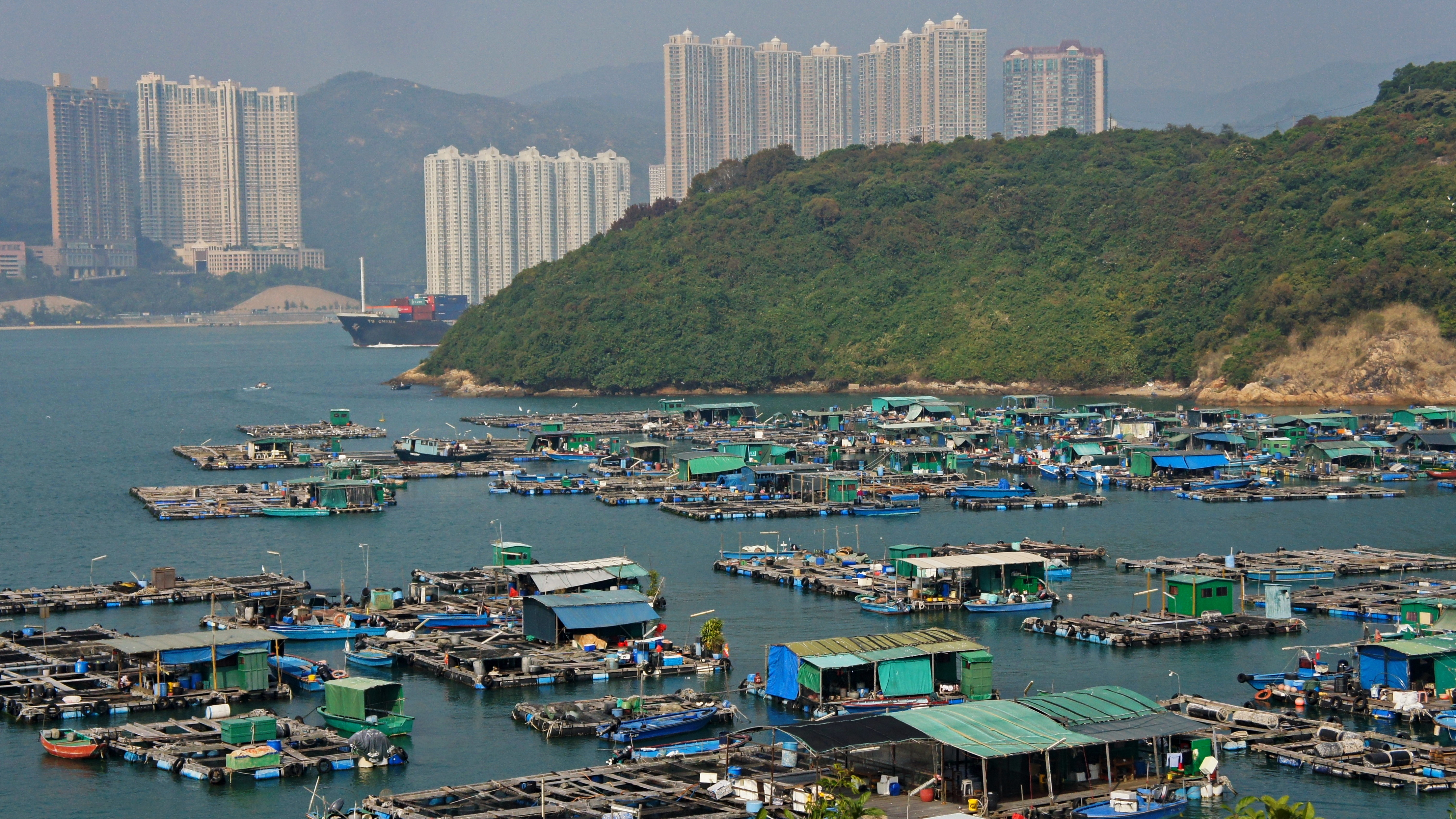
從美經援村望向淡水灣和石仔灣的魚排

馬灣（英語：Ma Wan）是其中一個香港島嶼，位於新界大嶼山及青衣之間，面積0.96平方公里，行政上屬於荃灣區。
馬灣原名媽灣，得名於媽祖，即天后娘娘。海灘北面有一所兩進式設計的天后古廟，相傳由海盜張保仔所建，用作庇佑當地人。東西兩面分別由兩道海峽隔開：東為馬灣海峽，西為汲水門；馬灣北面的對岸為新界的深井。
馬灣原本為漁村，馬灣舊村有超過二百年歷史，最繁盛的時期為1960至1970年代，當時島上居民主要以耕作、捕魚和曬蝦膏維生。隨著1997年青馬大橋落成，該處大興土木。2002年位於東灣附近的私人住宅區珀麗灣入伙。2007年7月1日，馬灣公園第一期正式開幕。2009年5月25日挪亞方舟博覽館及挪亞方舟酒店落成啟用。預計2024年馬灣公園第二期正式開幕。

## 歷史
馬灣島的東灣仔村曾經發現新石器時代晚期墓葬群，有先民遺骸及相關文物出土，被考古學界稱為「馬灣人文化」，更被列入1997年中國十大考古發現之一和入選中國「百年百大考古發現」。

## 命名
馬灣古名又稱「銅錢洲」，據說是因小島的形狀略似舊日的穿孔銅錢而得名。馬灣及大嶼山東北之間的海峽便是急水門（現稱「汲水門」），故馬灣又被稱為「急水門島」。明朝《粵大記》附有「广东沿海图」当中所谓「仰船洲」被認為是現今的馬灣，而不是今天的昂船洲.  
馬灣名稱的由來，一說是島上北部的馬角咀與另一小島燈籠洲之間的大海灣；要是從南面的角度看，山脈及海灣恰似一匹駿馬，故當地居民稱此島為「馬灣」。另一說是當地的鄉民多稱天后廟為「娘媽廟」，更將「娘媽」讀作「娘馬」。為了表示對「娘馬」的尊敬，遂將島名改稱「馬灣」。

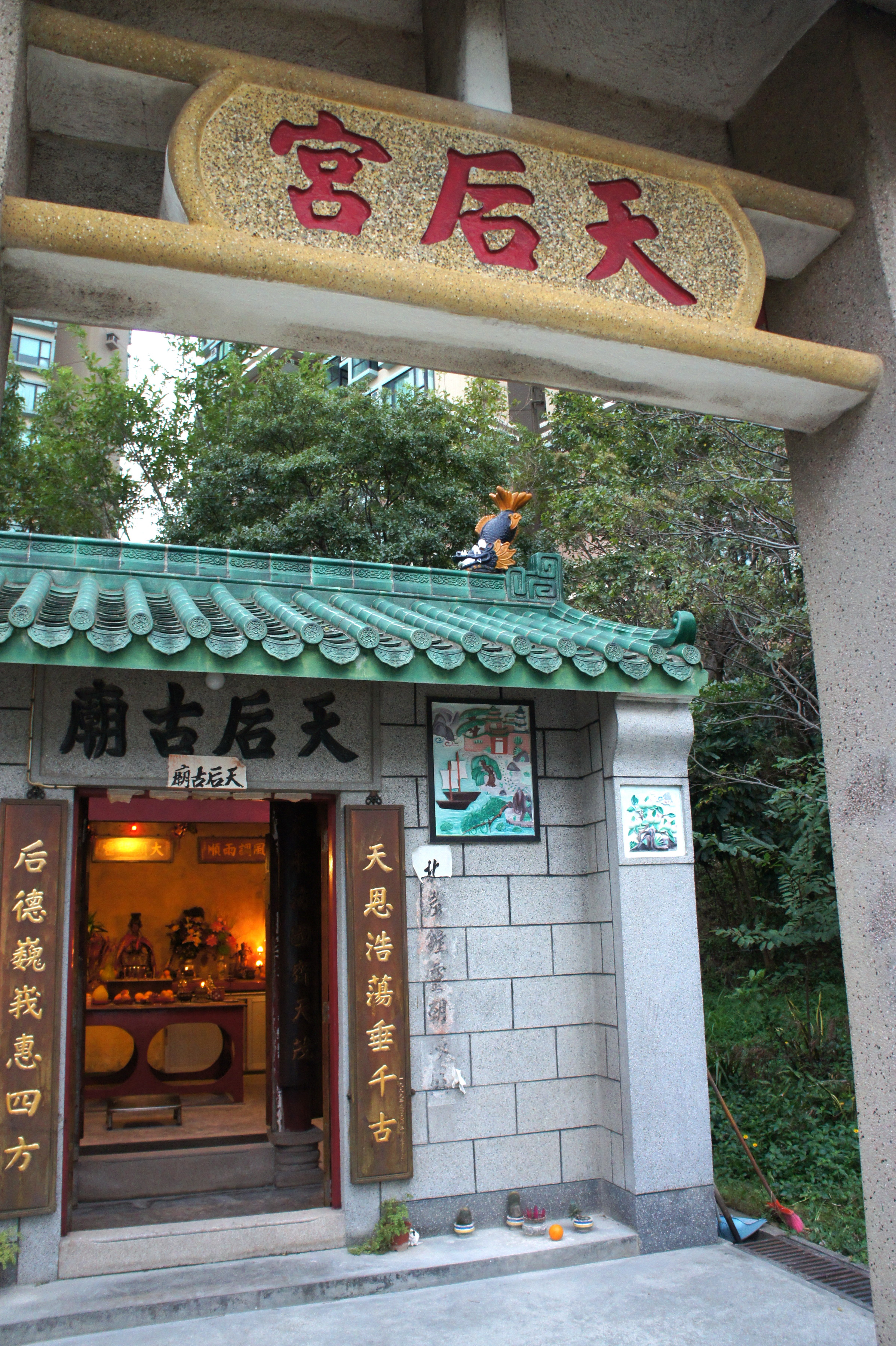
位於馬灣北面北灣的天后古廟
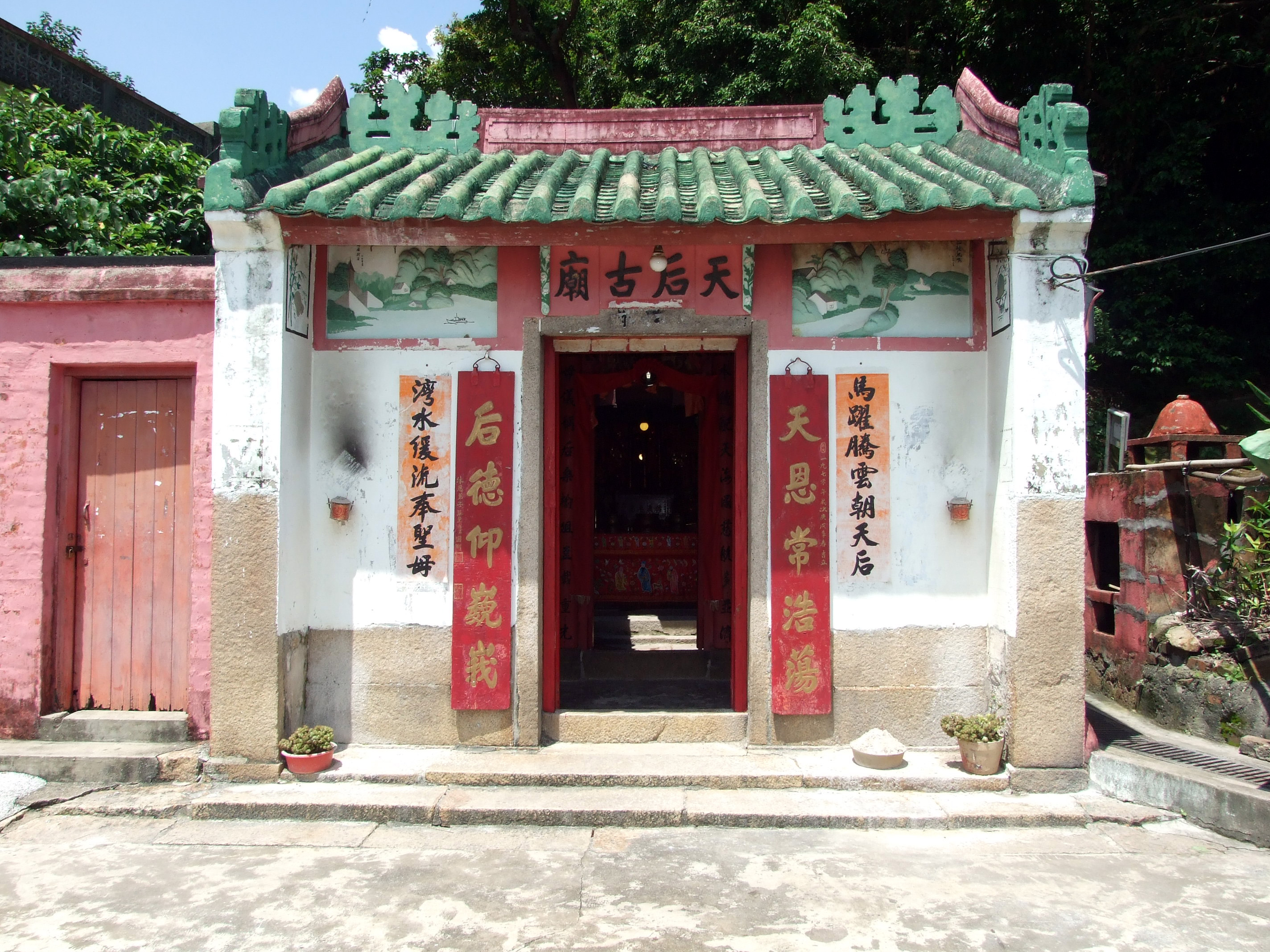
馬灣大街上的天后古廟
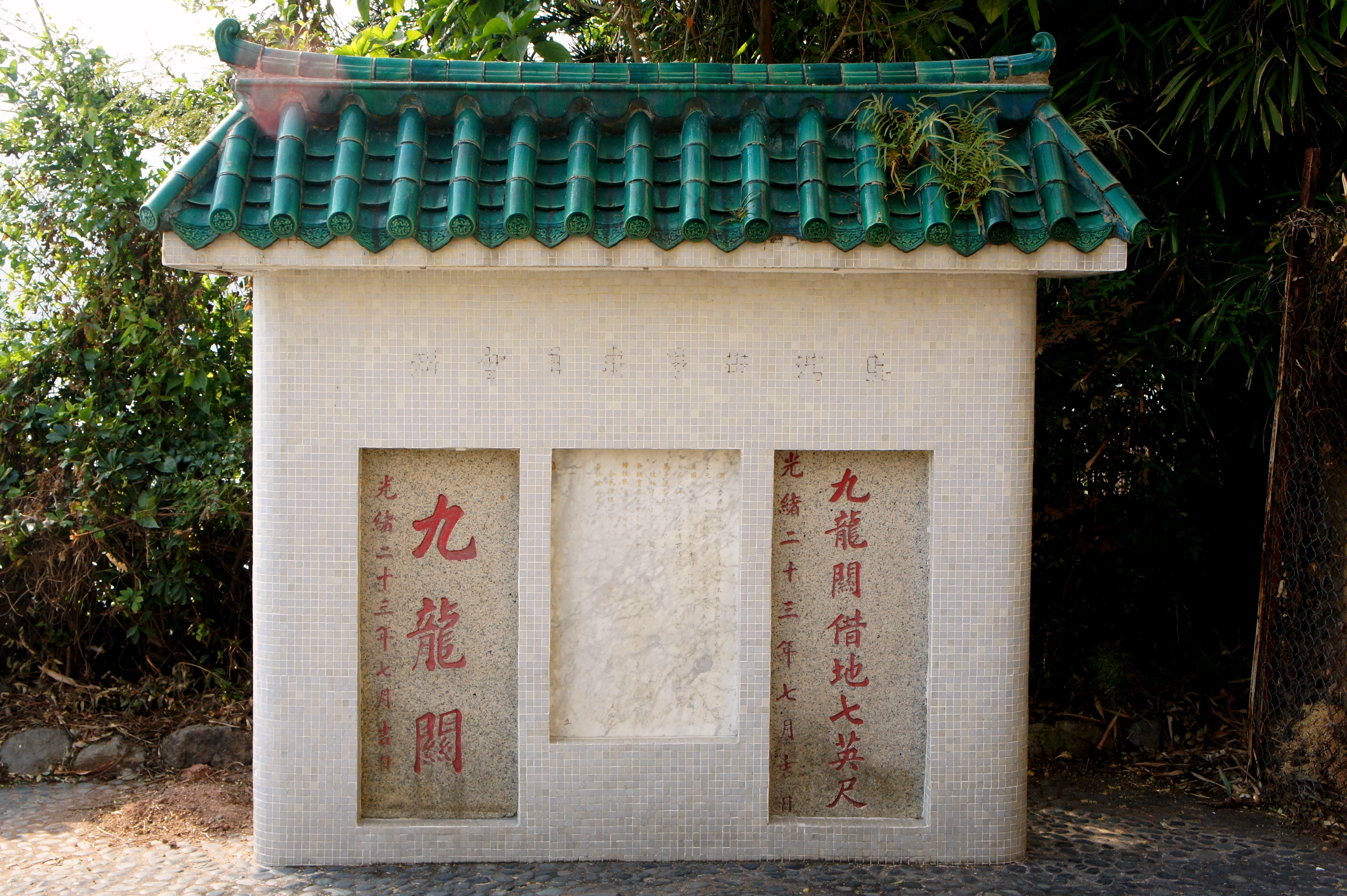
清朝政府在光緒23年（1897年）於馬灣豎立的「九龍關」及「九龍關借地七英尺」碑石
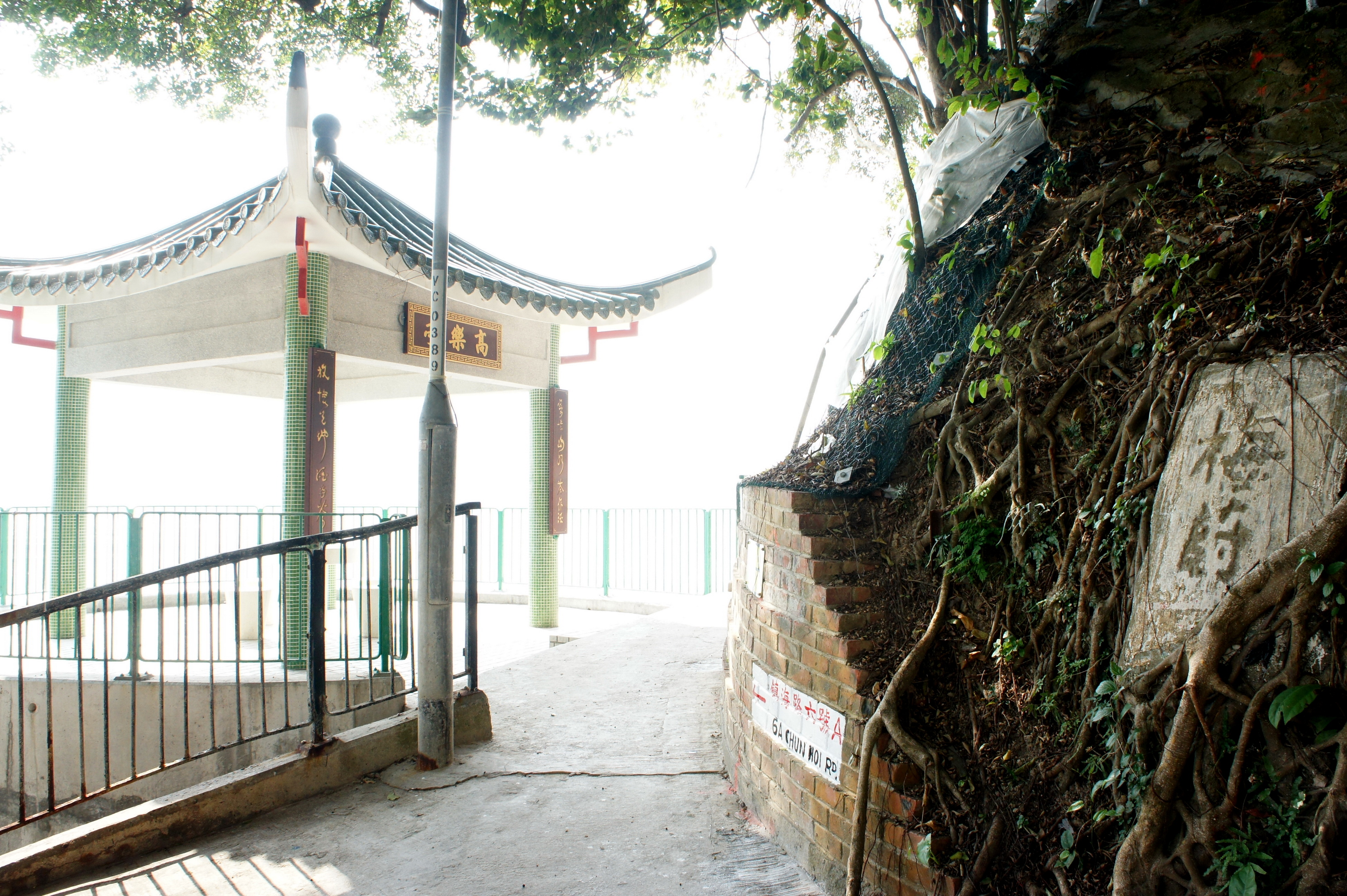
山坡上的「梅蔚」刻字，左方為高樂亭
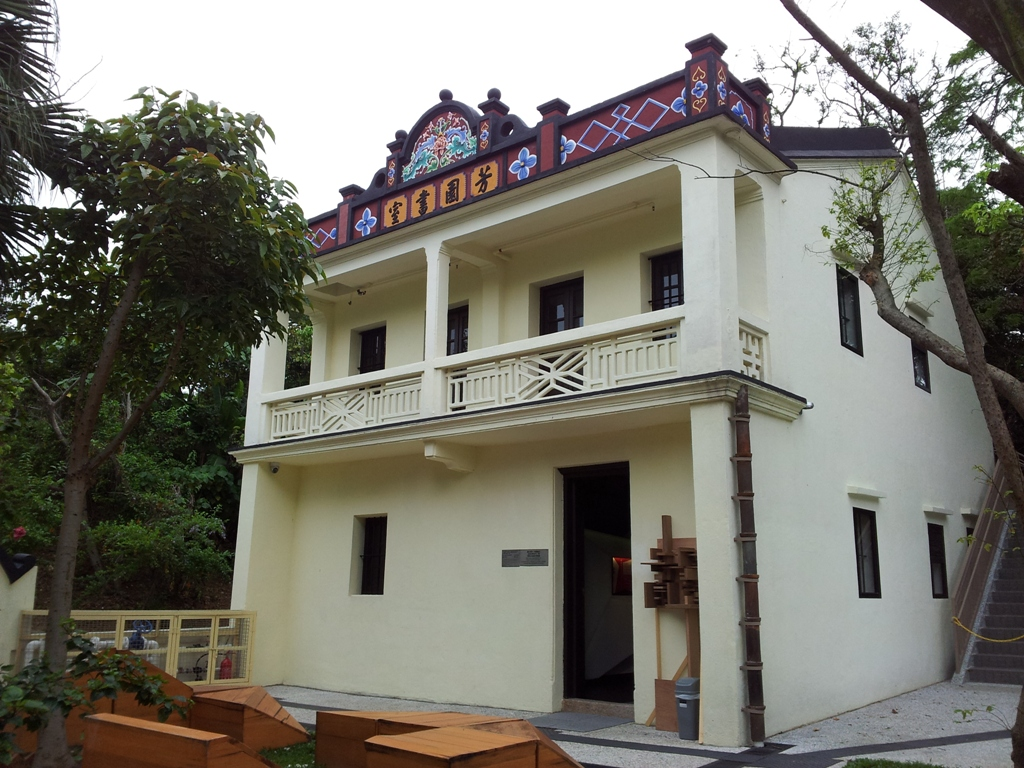
芳園書室

## 全景

馬灣大街全景圖

## 馬灣村屋
- 馬灣大街村
- 舊碼頭
- 救世軍青年營
- 美經援村（等待重建）

## 旅遊

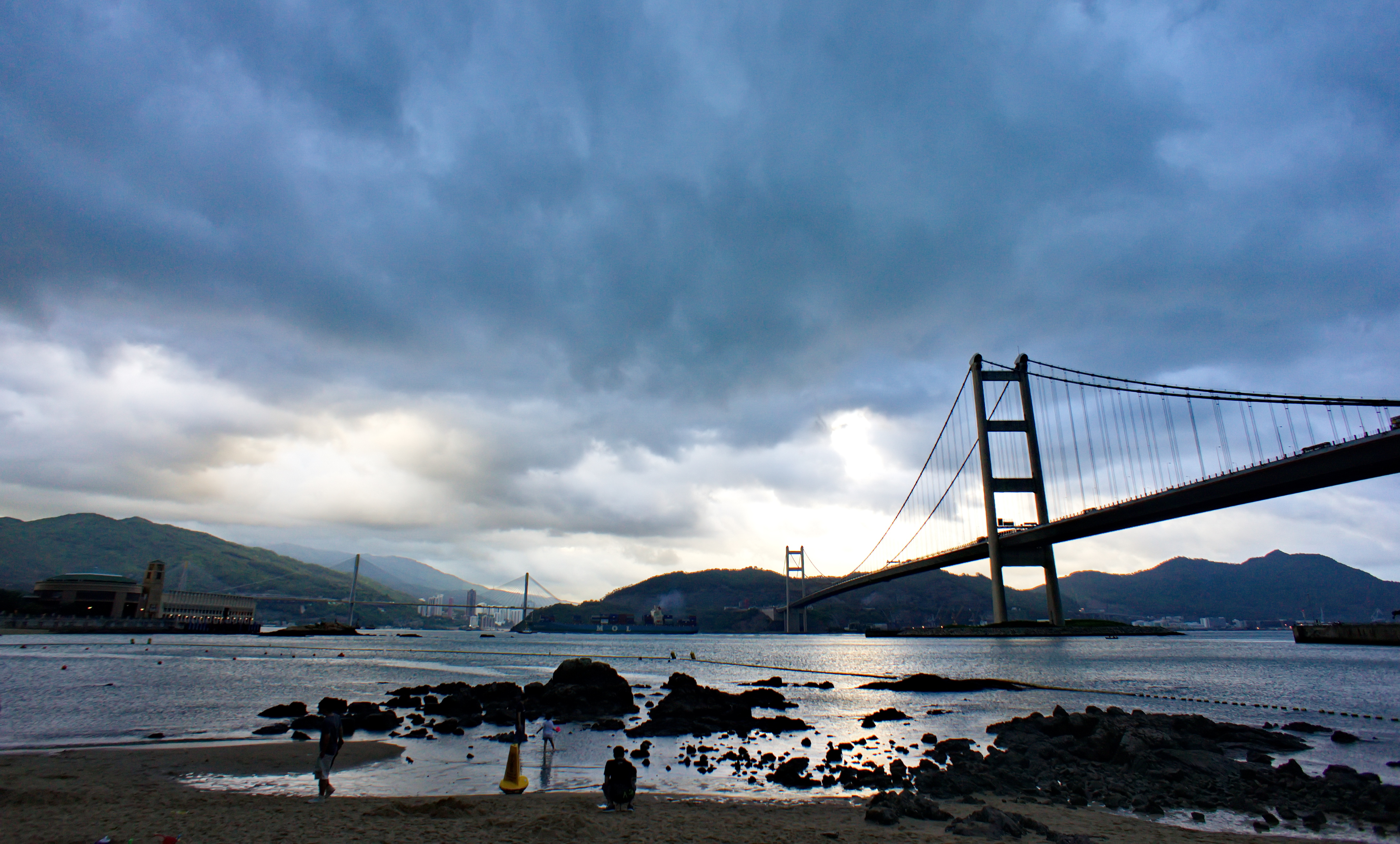
傍晚的東灣

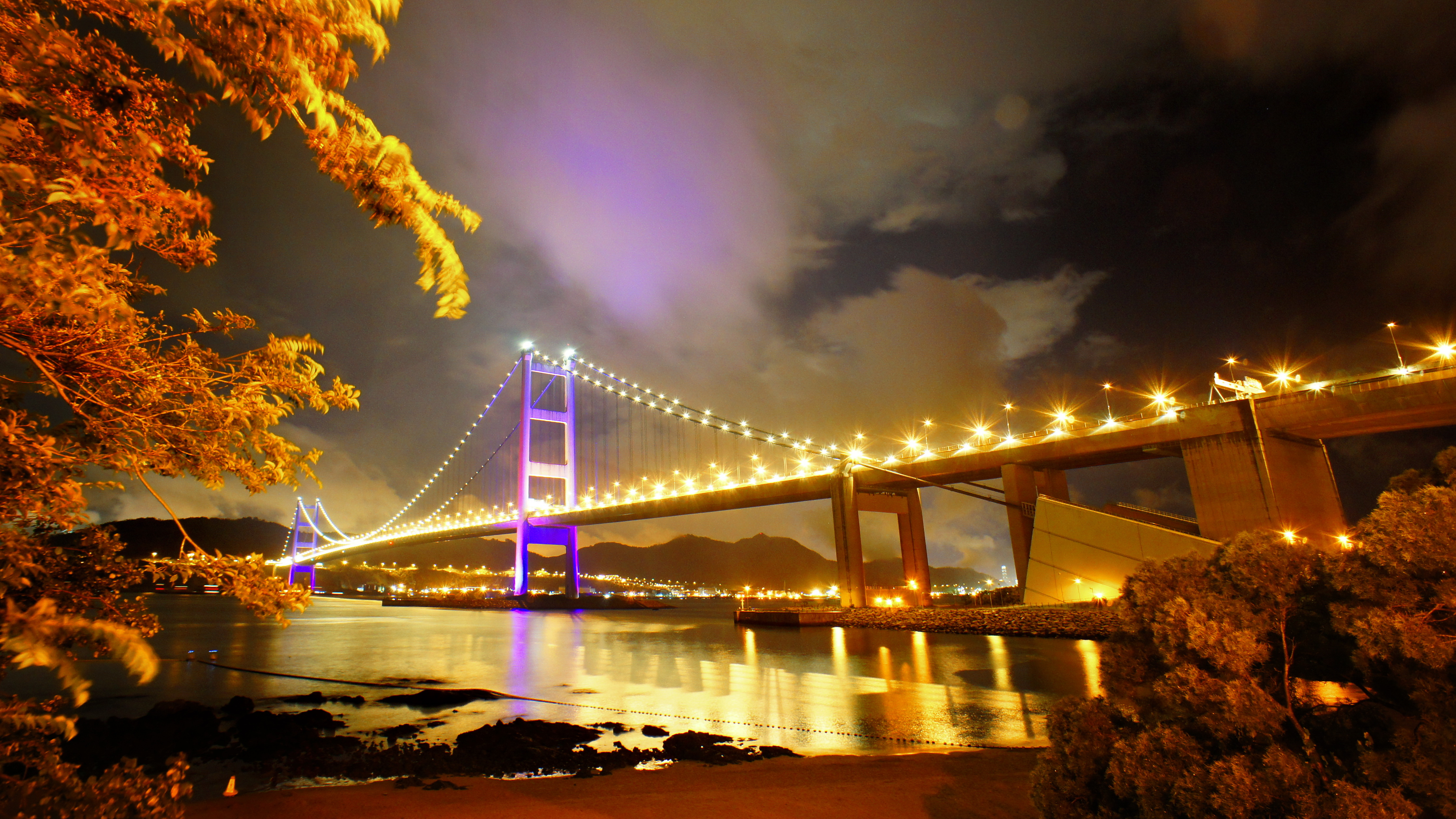
從東灣望向青馬大橋

- 馬灣大街村北
- 馬灣公園
- 挪亞方舟博覽館
- 馬灣太陽館
- 東灣
- 馬灣天后廟
- 馬灣北灣天后宮
- 芳園書室
- 「九龍關」及「九龍關借地七英尺」碑石 [2]
- 梅蔚（據聞為宋帝昺南逃時親筆所寫）[3]
- 香港东湾仔北遗址[4]
- 舊碼頭
- 救世軍青年營

## 事件
2002年9月末，該處發現全球首宗經輸血感染登革熱個案，當時一名老婦做手術時輸入由登革熱病人捐出的血液而被感染。其後在馬灣珀麗灣地盤工作及居住的市民懷疑感染登革熱病，須抽血化驗。全年接獲20宗。食環署島上大規模滅蚊，發展商新鴻基地產連日派出百多名員工到地盤滅蚊，清理積水。

## 交通
馬灣是全港連接香港道路網的島嶼中面積第二小。東接青馬大橋至青衣；西接汲水門大橋至大嶼山東北部。兩橋均為青嶼幹線的組成部分。
珀麗灣入伙前，馬灣居民的對外交通完全依靠來往深井馬灣碼頭的街渡服務（該街渡航線已於2003年2月永久停止營運）。
珀麗灣巴士（公眾均可乘搭）
巴士
渡輪
- 珀麗灣往返荃灣（荃灣西站）（每日日間每方向固定班次3航班）
- 珀麗灣往返中環二號碼頭

2012年12月14日凌晨零時起，市區的士全日均可駛入馬灣，馬灣高架道路為青馬管制區範圍，並且屬於禁區，其他未持有有效准許證的車輛均不得進入馬灣，否則青馬管制區的交通督導員有絕對權力根據《道路交通（交通管制）規例（第374章）--荃灣馬灣禁區》，對違例人士作出檢控。送貨貨車可於每日早上10時至下午4時進入馬灣，租用的非珀麗灣客運的巴士可於每日早上9時至下午9時進入馬灣，離開就不受限制，而不需申請准許證。基於這個交通安排，島上沒有公共小巴行駛。

## 區議會議席分佈
為方便比較，以下列表以馬灣全島為範圍。
| 年度/範圍 | 2000-2003      | 2004-2007      | 2008-2011      | 2012-2015      | 2016-2019 | 2020-2023 |
| --------- | -------------- | -------------- | -------------- | -------------- | --------- | --------- |
| 馬灣全島  | 荃灣郊區西選區 | 荃灣郊區西選區 | 荃灣郊區西選區 | 荃灣郊區西選區 | 馬灣選區  | 馬灣選區  |

註：以上主要範圍尚有其他細微調整（包括編號），請參閱有關區議會選舉選區分界地圖及條目。

## 參看
- 珀麗灣
- 珀麗灣客運
- 馬灣公園
- 香港雪樂園
- 馬灣東灣

## 資料來源
1. ↑  荃灣區簡史 的存檔，存档日期2008-02-27.
2. ↑  . 陳天權：馬灣九龍關. 2011  [2012-07-26]. （原始内容存档于2012年8月1日）. （页面存档备份，存于）
3. ↑  . 馬灣公園官方網站. 2011  [2011-12-14]. （原始内容存档于2016-05-18）. （页面存档备份，存于）
4. ↑  . 康樂及文化事務署 - 古物古蹟辦事處網站. 2011-11-24  [2012-03-16]. （原始内容存档于2021-03-10）. （页面存档备份，存于）
5. ↑  . 太陽報. 2002-09-23  [2018-08-24]. （原始内容存档于2018-08-24）. （页面存档备份，存于）
6. ↑  長洲、南丫島、坪洲之道路不能接入香港道路網，如欲前往上述島嶼必須搭乘渡輪。鴨脷洲之街道能接入香港道路網，但其島嶼面積大於馬灣 (1.3 平方公里)。龍珠島面積小於馬灣，島上的龍珠島花園通道可透過青龍路接入香港道路網，因此龍珠島是全港最小、又連接香港道路網的島嶼
7. ↑  《道路交通 (交通管制) 規例 (第374章)--荃灣馬灣禁區》 運輸署

## 外部連結
- 馬灣藏館 @ 金濤博藏 懷舊文化互動博物館  （页面存档备份，存于）
- 金濤博藏有限公司
- 珀麗灣 （页面存档备份，存于）
- 珀麗灣客運有限公司 （页面存档备份，存于）
- 香港地方-香港島嶼-馬灣 （页面存档备份，存于）
- 馬灣：風景、生態、人文 Ma Wan （页面存档备份，存于）
- 荃葵青交通總站巡禮 - 馬灣 （页面存档备份，存于）
- 中華基督教會基慧小學(馬灣) （页面存档备份，存于）
- Google 地圖 (衛星圖片) (緯度: 22.35 經度: 114.06)
- 香港築跡 第19集 - 主教山、馬灣及荃灣 （页面存档备份，存于）
- 【隱世慢活遊】走入馬灣 太陽館度假營︱kennechu.info （页面存档备份，存于）